# Joel Brooks
Joel Brooks (ur. 17 grudnia 1949 w Nowym Jorku) – amerykański aktor znany z ról w serialach: Moja siostra Sam, Sześć stóp pod ziemią, The Mostly Unfabulous Social Life of Ethan Green i Filip z przyszłości.
W 1980 zagrał z Gene’em Wilderem i Richardem Pryorem w filmie Czyste szaleństwo. W serialu Ally McBeal odgrywał rolę psychologa.
W 1976 wystąpił w parze z Lucie Arnaz w teleturnieju Piramidy, wygrywając 10 000 dolarów.

## Filmografia
- M*A*S*H (1980)
- Dallas (1981)
- Riptide (1986)
- Prawnicy z Miasta Aniołów (1988–1992)
- Bez uczucia (1989)
- Niemoralna propozycja (1993)
- Star Trek: Stacja kosmiczna (1993)
- Prawdziwe potwory (1994)
- Doktor Quinn (1994)
- Życie jak sen (1994)
- Diagnoza morderstwo (1995–2001)
- Napisała: Morderstwo (1995)
- Nowe przygody Supermana (1995)
- Murphy Brown (1996)
- Sabrina, nastoletnia czarownica (1998)
- Beverly Hills, 90210 (1999)
- Dharma i Greg (1999)
- Ally McBeal (1999)
- Sześć stóp pod ziemią (2001–2002)
- Wszyscy kochają Raymonda (2003)
- Jordan (2003)
- Bez śladu (2004)
- Filip z przyszłości (2005–2006)
- CSI: Kryminalne zagadki Nowego Jorku (2005)
- Podkomisarz Brenda Johnson (2005)
- Domowy front (2006–2007)
- Teoria wielkiego podrywu (2008)
- Trauma (2009)
- Dni naszego życia (2010)
- Partnerki (2010)
- Mentalista (2010–2011)
- Taniec rządzi (2011–2012)